# Loupia
Loupia ist eine französische Gemeinde mit 253 Einwohnern (Stand: 1. Januar 2022) im Département Aude in der Region Okzitanien (vor 2016 Languedoc-Roussillon). Sie gehört zum Kanton La Région Limouxine im Arrondissement Limoux. Die Einwohner werden Loupianais genannt.

## Geographie
Loupia liegt etwa 27 Kilometer südwestlich von Carcassonne am Flüsschen Blau, das über die Sou zur Aude entwässert. Umgeben wird Loupia von den Nachbargemeinden Donazac im Norden, Pauligne im Norden und Nordosten, Malras im Osten, Ajac im Südosten und Süden sowie Villelongue-d’Aude im Süden und Westen.

## Bevölkerungsentwicklung
| Jahr                       | 1962 | 1968 | 1975 | 1982 | 1990 | 1999 | 2006 | 2019 |
| -------------------------- | ---- | ---- | ---- | ---- | ---- | ---- | ---- | ---- |
| Einwohner                  | 282  | 254  | 230  | 218  | 221  | 181  | 211  | 239  |
| Quellen: Cassini und INSEE |      |      |      |      |      |      |      |      |

## Sehenswürdigkeiten
- Kirche Notre-Dame, seit 1948 Monument historique

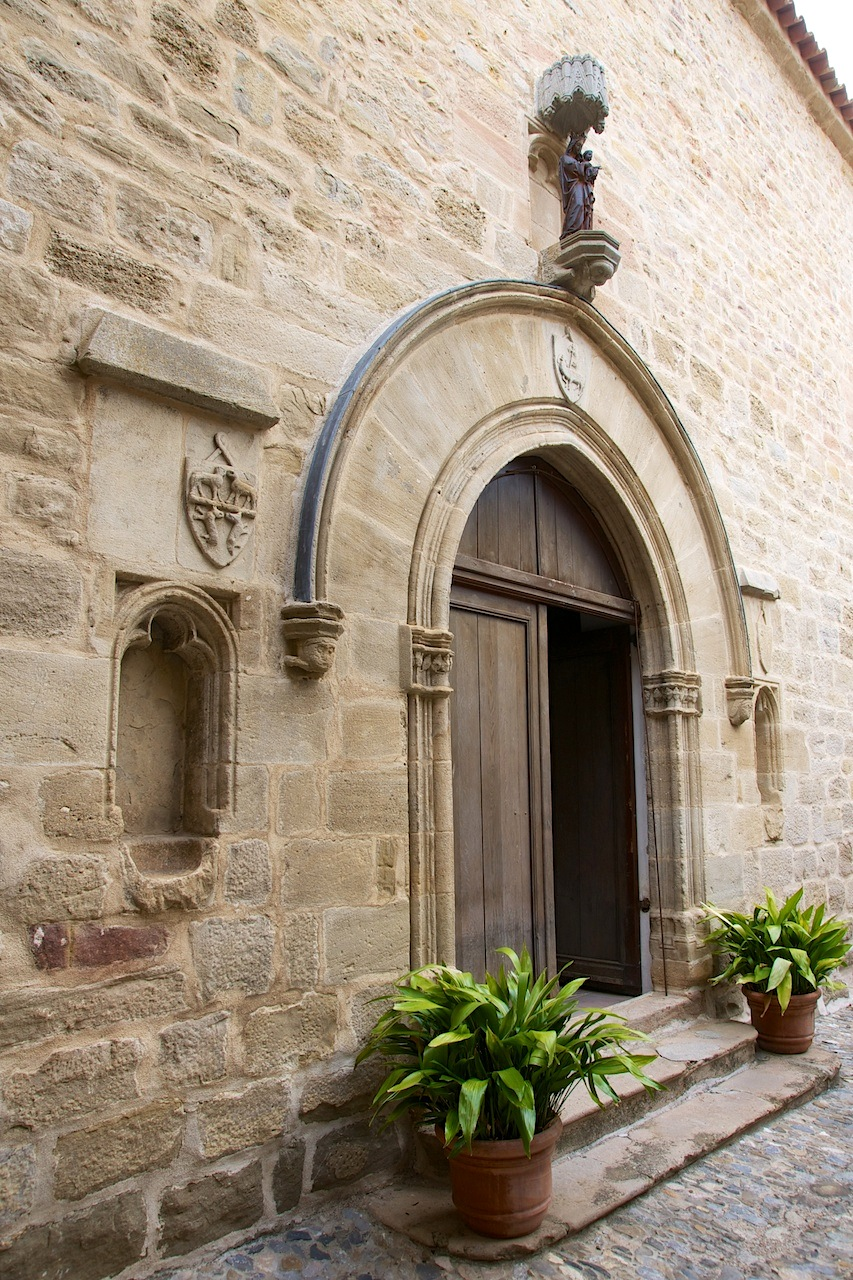
Portal der Kirche Notre-Dame
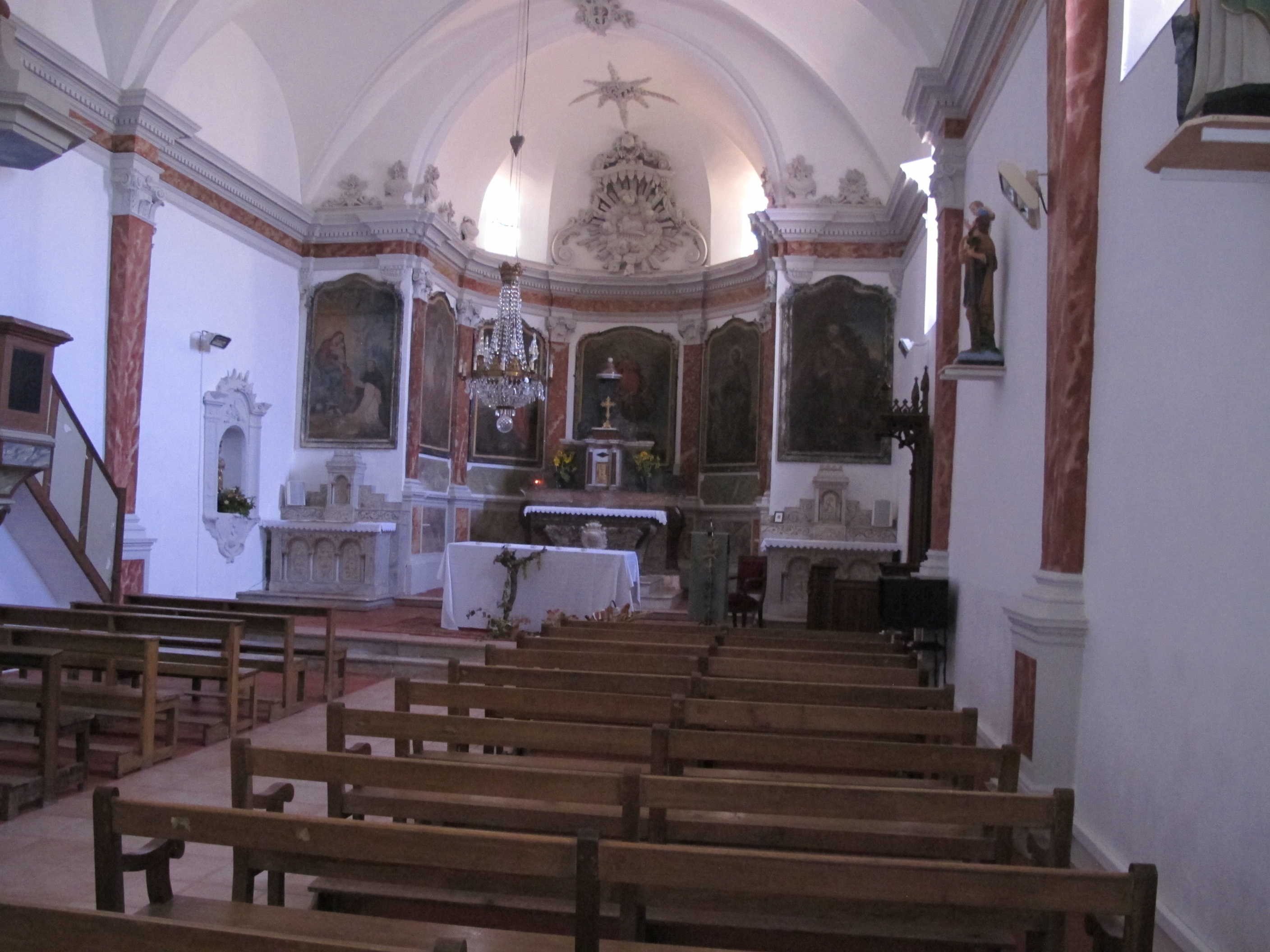
Innenansicht der Kirche Notre-Dame